# Stefan van Blitterswijk
Stefan van Blitterswijk (26 maart 1976) is een Nederlands schaker. Hij is een  Internationaal Meester (IM). Hij is lid van de Internet Chess Club.
- In 1999 eindigde hij gedeeld derde op het door Vladimir Epishin gewonnen open kampioenschap van Gouda.[1]
- In januari 2002 nam hij deel aan het Corus Invitation Tens toernooi en eindigde daarin met 4½ pt. uit 9 op een zesde plaats; de winnaar was Ian Rogers.[2]
- Op het NK doorgeefschaak 2005 eindigde hij in de A-groep met zijn teamgenoot Raoul van Ketel op een eerste plaats.[3]
- In 2006 eindigden Van Blitterswijk en Van Ketel op het NK doorgeefschaak na het spelen van barragepartijen op een tweede plaats.[4]
- In 2007 werd hij gedeeld 6e-9e, met Bruno Carlier, Edwin van Haastert en Mihail Saltaev, op het elfde OGD rapid-toernooi in Delft, dat werd gewonnen door Andrej Orlov.[5]
- Per april 2010 was zijn FIDE-rating 2357.
- In 2022 speelde hij in het tweede team van LSG.[6][7]
- In 2022 werd hij gedeeld derde op het "Philidor Open",  een rapidtoernooi.[8] De winnaar was Jeffrey van Vliet.
- In 2022 werd eindigde hij in Groep 1 van het 48e vierkamptoernooi van Schaakclub "De Uil" op een gedeelde tweede plaats.[9]

## Externe koppelingen
- (en)   Informatie over schaakpartijen van Stefan van Blitterswijk op ChessGames.com
- (en)   Informatie over schaakpartijen van Stefan van Blitterswijk op 365chess.com
- (en)  FIDE-ratinggegevens voor Stefan van Blitterswijk
- the Internet Chessclub